# Quá liều opioid
Quá liều opioid là sự ngộ độc do sử dụng opioid quá mức. Ví dụ về opioid bao gồm morphin, heroin, fentanyl, tramadol và methadone. Các triệu chứng bao gồm thở yếu, đồng tử thu nhỏ và bất tỉnh. Khởi phát các triệu chứng phụ thuộc một phần vào cách đưa opioid vào trong cơ thể. Trong số những người còn sống sót, các biến chứng tiếp theo có thể bao gồm tiêu cơ vân, phù phổi, và chấn thương sọ não.
Các yếu tố nguy cơ của việc dùng quá liều opioid bao gồm sự phụ thuộc opioid, tiêm opioid, sử dụng opioid liều cao, rối loạn tâm thần và sử dụng chúng cùng với rượu, benzodiazepin hoặc cocaine. Nguy cơ đặc biệt cao sau khi cai nghiện. Sự phụ thuộc vào opioid theo toa có thể xảy ra từ việc sử dụng chúng để điều trị đau mãn tính. Chẩn đoán thường dựa trên các triệu chứng.
Điều trị ban đầu liên quan đến việc hỗ trợ hô hấp cho bệnh nhân và cung cấp oxy. Naloxone sau đó được khuyên dùng trong số những người thở yếu để đảo ngược tác dụng của opioid. Cho naloxone vào mũi hoặc tiêm vào cơ dường như có hiệu quả như nhau. Trong số những người từ chối đến bệnh viện sau khi được dùng naloxone, rủi ro về kết quả kém trong thời gian ngắn dường như là thấp. Những nỗ lực để ngăn chặn tử vong do quá liều bao gồm cải thiện việc tiếp cận với naloxone và điều trị cho sự phụ thuộc opioid.
Rối loạn sử dụng opioid dẫn đến 122.000 ca tử vong trên toàn cầu trong năm 2015, tăng từ 18.000 ca tử vong vào năm 1990. Tại Hoa Kỳ, hơn 49.000 ca tử vong liên quan đến opioids trong năm 2017. Trong số đó có khoảng 20.000 người có liên quan đến opioid theo toa và 16.000 người liên quan đến heroin. Trong năm 2017, các ca tử vong do opioid chiếm hơn 65% các ca tử vong liên quan đến quá liều ma túy ở Hoa Kỳ. Dịch opioid được cho là một phần do sự đảm bảo trong những năm 1990 của ngành công nghiệp dược phẩm rằng opioid theo toa là an toàn.